# Département de Coronel Pringles
Le département de Coronel Pringles est l'une des neuf subdivisions de la province de San Luis, en Argentine. Son chef-lieu est la ville de La Toma.

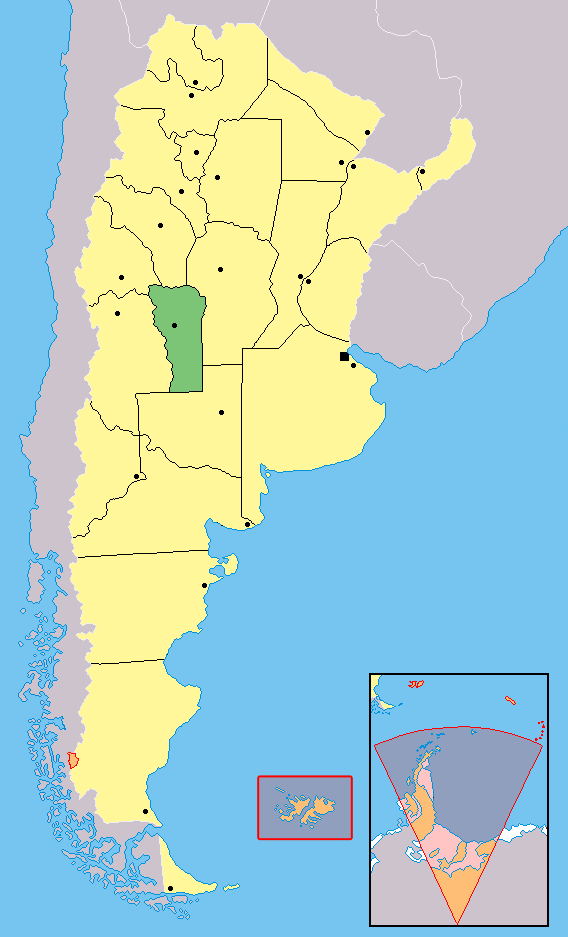
Localisation de la province de San Luis en Argentine

Il a une superficie de 4 484 km2 et comptait 13 157 habitants en 2010.